# Gardineriidae
Gardineriidae é uma família de cnidários antozoários da subordem Caryophylliina, ordem Scleractinia.

## Géneros
- Gardineria Vaughan, 1907
- Stolarskicyathus Cairns, 2004